# Madonna di Ca' Pesaro
Ne doit pas être confondu avec  le Retable de Pesaro de Giovanni Bellini.
La Madonna di Ca' Pesaro  ou Retable Pesaro (Vierge  de Ca' Pesaro  ou encore en italien : Pala Pesaro) est une peinture à l'huile sur toile de grandes dimensions (478 × 268 cm) réalisée par le Titien et commandée par Jacopo Pesaro, dont la famille a acquis en 1518 la chapelle de la basilique Santa Maria Gloriosa dei Frari à Venise pour laquelle l'œuvre a été réalisée.

## Histoire
L'œuvre est commandée le 24 avril 1519 par Jacopo Pesaro, évêque de Paphos sur l'île de Chypre, qui déjà vers 1506 avait demandé à Titien le petit retable de Jacopo Pesaro présentant le pape Alexandre VI à saint Pierre, sa premières œuvre considérée comme importante. Jacopo Pesaro avait été nommé commandant de la flotte papale par le pape de la famille Borgia, Alexandre VI. Destinée à l'autel de la Conception dans la basilique Santa Maria Gloriosa dei Frari pour le maître-autel de laquelle Titien avait peint L'Assomption de la Vierge, elle est commandée en remerciement de la victoire de Santa Maura le 28 juin 1502, lors de la guerre vénéto-ottomane (1499-1503), comme le rappellent les prisonniers turcs et la bannière aux insignes de Pesaro et Borgia, promoteurs, avec feu le pape Alexandre VI, de l'initiative guerrière. 
Le retable fut solennellement inauguré le 8 décembre 1526, alors qu'il avait été installé dès le 26 mai.  

## Description et style
Titien montre son commanditaire dans une pose de dévotion, agenouillé devant la Vierge, présenté par saint Pierre (apôtre) dont une des  clefs est bien en vue sur la première marche du piédestal placé de biais, face à Jacopo. La position de la Vierge, en haut sur son piédestal, fait allusion à son rôle céleste comme dans la Vierge à l'escalier. Pour ce tableau, Titien a utilisé comme modèle son épouse, décédée en couches peu de temps après.
La grande bannière rouge à l'extrême gauche met en évidence les armes papales au centre et celles de Jacopo en dessous. Une branche de laurier, symbole de Victoire est également représentée. Un chevalier tient de la main deux prisonniers enchaînés, un Turc et un Maure, probablement une référence à la victoire de Jacopo sur les Turcs en 1502. 
Le trône de Marie avec l'Enfant est déplacé vers la droite, en position relevée et inclinée, comme le montre l'angle des marches en dessous. Autour, sur les marches, se trouvent les saints Pierre (avec les clés reposant sur ses pieds), François d'Assise (avec les stigmates) et Antoine de Padoue. François et Antoine sont deux saints franciscains importants, homonymes de deux frères du client, ainsi que des promoteurs, notamment Antoine, du culte de l'Immaculée Conception auquel l'autel était dédié. À droite, saint François d'Assise relie les cinq membres agenouillés de la famille Pesaro au Christ, suggérant que par son intermédiaire le salut peut être atteint. Selon une étude du Vénitien Guerino Lovato, le deuxième saint serait le frère Léon, compagnon de François sur l'Alverne, qui assiste au miracle des stigmates et détourne le regard, invitant les fidèles à ne pas se consacrer aux textes mais à la contemplation. L'Enfant, protégé par le voile de sa mère, est tourné vers François et semble observer ses stigmates avec intérêt, comme une préfiguration de la Passion du Christ. 
Dans la partie basse, sur le sol en damier, les membres de la famille du commanditaire sont immobiles, alors que les autres figures font des gestes énergiques et occupent des plans diagonaux. Il s'agit d'une présence inhabituelle pour Venise et la Vénétie en général, qui a certainement dû paraître innovante et audacieuse aux yeux des observateurs de l'époque. Pour des raisons politiques, les personnes évitaient généralement d'être représentées. À gauche, Jacopo Pesaro se tient isolé devant un homme en armes (Georges de Lydda ?). L'historien Guerino Lovato fait aussi l'hypothèse à la fois de saint Jacques et du guerrier Santiago Matamoros qui lutta contre les infidèles, vainqueur de Soliman le Magnifique qu'il obligea à retirer son turban, c'est-à-dire à se convertir à la  « vraie foi », hypothèse renforcée par les activités à Chypre de Jacopo Pesaro et par la familiarité des Borgia avec le culte à prédominance espagnole de Matamoros qui tient la bannière Pesaro-Borgia, décorée avec une branche de laurier indiquant la victoire, et des prisonniers ottomans, dont l'un porte un turban blanc criard. À droite, se trouvent les frères de Jacopo, Francesco, Leonardo, Antonio, Fantino et Giovanni ou Vittore. L'autel étant le lieu de sépulture de la famille, la présence de personnages décédés rappelait leurs traits, alors que pour les autres, c'était une sorte de portrait funéraire « avant les faits ». Seul le petit Leonardo, garant de la lignée masculine de la famille, se tourne vers l'observateur pour établir un contact avec la réalité. Les marches, surmontées de larges colonnes, sont en perspective latérale. Au-dessus deux angelots apparaissent sur le nuage sombre jouant avec la croix. Les tissus, en particulier le drapeau et les costumes sont riches. Cette attention aux textures des matériaux est renforcée par la variation des lumières vives et des accents sombres dans le ciel. La lumière de Venise, scintillante dans ses cours d'eau, semble illuminer ce tableau.

## Composition
Après les succès de 1510 et 1520, le Retable Pesaro représente une étape ultérieure dans la conception du retable à Venise. Comme dans le Retable de San Giovanni Crisostomo de Sebastiano del Piombo, Titien élabore une composition originale avec un développement latéral de la Conversation sacrée, calibrée cependant pour le point de vue latéral, pour un emplacement à gauche le long de la nef. L'espace du retable ouvre une sorte de fenêtre illusoire, avec le trône de Marie placé sur un hypothétique autel orienté de la même manière que le maître-autel.  
Cependant, le tableau est plus une Vierge à l'Enfant avec saints et donateurs qu'une Conversation sacrée, mais il est différent des précédents. C'est la première composition oblique : le Vierge est assise sur un trône élevé placé de côté et saint Pierre est au centre en dessous d'elle ; les hommes de la famille Pesaro, agenouillés en bas de chaque côté, servent à repousser la composition dans l'espace du tableau. Les immenses colonnes ponctuent la composition.  
Lorsque Titien peint ce retable, il rompt avec la tradition séculaire du placement des figures de dévotion (la Vierge à l'Enfant) au centre du tableau et de l'espace peint, offrant un plus grand sens du mouvement à travers la peinture qui présage des techniques de composition plus sophistiquées de la période baroque. La peinture montre un exemple de style évolué de la Haute Renaissance avec l'utilisation des principes diagonaux et triangulaires pour attirer le regard du spectateur sur la Vierge à l'Enfant, créant ainsi une hiérarchie au sein de l'œuvre et exhibant la piété de la famille Pesaro. 
Le cadre architectural qui implique les deux grandes colonnes recadrées pour s'adapter au retable, met l'accent sur la verticalité et la hauteur de l'œuvre, attirant l'œil vers le ciel. De saveur classique, elles se perdent au-delà de la limite du cadre, ne décrivent pas exactement un édifice en perspective mais semblent plutôt librement placées pour mettre en valeur les figures de Marie et de Pierre (une position prééminente était réservé à l'apôtre également dans le retable d'Anvers). Ces colonnes au centre du tableau sont sans précédent dans la peinture de la Renaissance et font l'objet de controverses. L'examen aux rayons X révèle que Titien a peint plusieurs autres éléments architecturaux à leur place avant de choisir finalement les colonnes. Certains critiques ont même émis l'hypothèse que ce ne serait pas le Titien qui aurait peint les colonnes. Sinding-Larsen (1962), observant les traces de repentir visibles dans le ciel et suggèrent que le retable avait à l'origine pour arrière-plan une charpente architecturale plus traditionnelle, les éléments de la charpente se prolongeant dans l'espace pictural. Le décor extérieur suggère que l'activité se déroule sous un portique, dans lequel la grandeur des colonnes rabaisse en quelque sorte les êtres humains, laissant les personnages et le spectateur impressionnés par la plus grande force implicite de celles-ci.
L'orchestration chromatique et lumineuse est très riche. Le rouge vif de certains vêtements et de la banderole ne fait que reprendre les tons chauds de L'Assomption de la Vierge, eux-mêmes liés à la couleur des briques qui constituent les murs. Les couleurs sont vives, avec une prédominance de teintes pures par rapport aux demi-teintes ombrées, le drapé irisé, fort et expressif, les contrastes entre clair et foncé. L'animation dynamique atteint des niveaux jusque-là inconnus, tandis que l'espace pictural s'étend dans toutes les directions, suggérant sa continuation.

Détails.
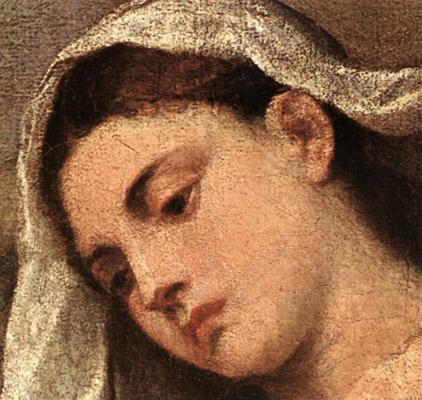
Visage de Marie.
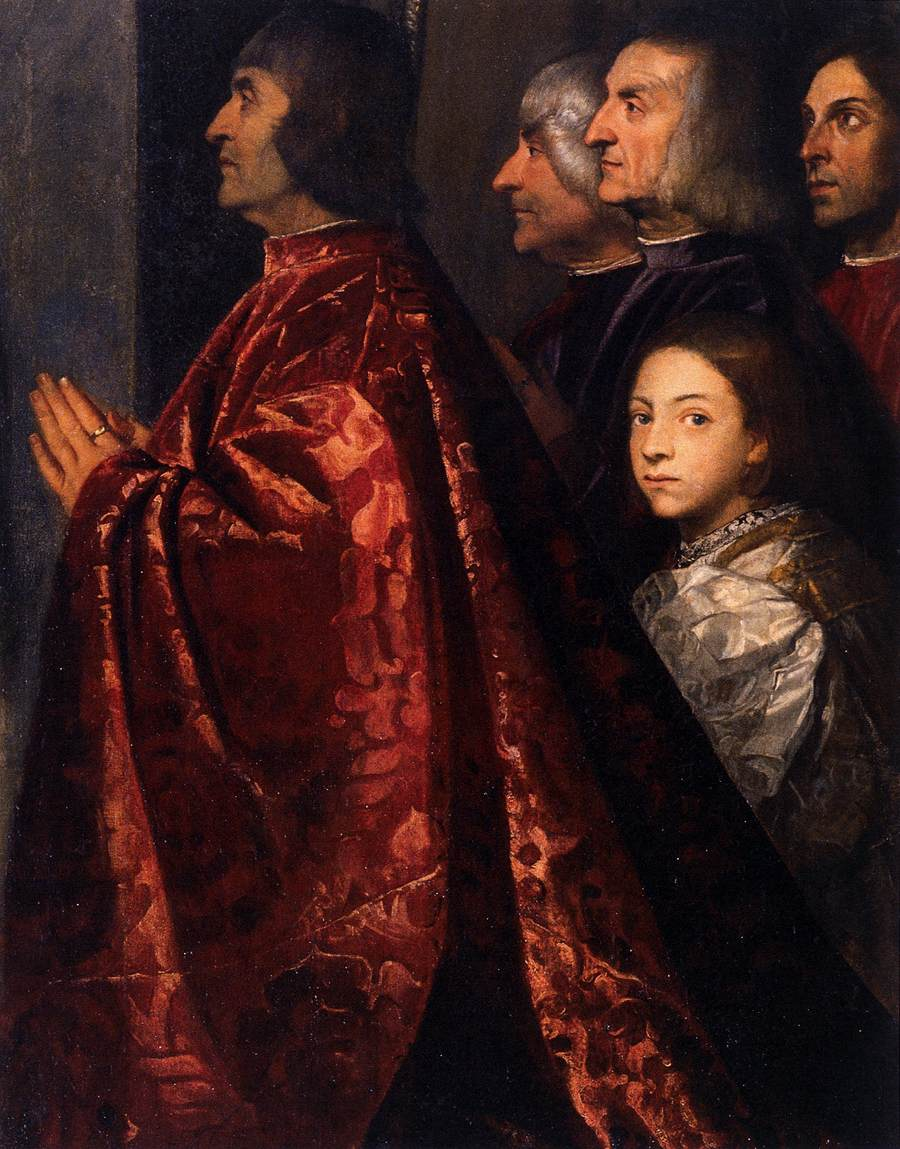
Jacopo Pesaro et les membres de sa famille.

## Restauration
À la suite des séismes de mai 2012 en Émilie-Romagne, la peinture de Titien a été retirée de l'église pour un traitement de restauration financé par l'organisation à but non lucratif Save Venice Inc.. Pendant la restauration du tableau, une réplique  photographique est exposée dans l'église. Le 21 septembre 2017, plus de 400 personnes ont assisté à la cérémonie célébrant la réinstallation du retable restauré.